# Samuel Armstrong
Samuel Armstrong ou Sam Armstrong (5 février 1893, Minneapolis, Minnesota - 29 septembre 1976, id) est un artiste de layout et réalisateur américain. Il est principalement connu pour son travail au sein de studios Disney.

## Filmographie
- 1937 : Blanche-Neige et les Sept Nains, décor
- 1940 : Fantasia, réalisateur segments Toccata and Fugue in D Minor et Casse-Noisette
- 1941 : Dumbo, réalisateur de séquence
- 1942 : Bambi, réalisateur de séquence
- 1959 : Hare-Abian Nights, layout
- 1959 : Really Scent, layout